# János Pelikán
János Zsombor Pelikán, né le 19 avril 1995 à Budapest, est un coureur cycliste hongrois.

## Biographie
Fin juillet 2019, il est sélectionné pour représenter son pays aux championnats d'Europe de cyclisme sur route. Il s'adjuge à cette occasion la trente-deuxième place du contre-la-montre individuel.

## Palmarès sur route

### Par années
- 2012
  -  Champion de Hongrie du contre-la-montre juniors
  - 6e étape du Tour de Pécs
  - 2e du championnat de Hongrie de la montagne juniors
- 2013
  -  Champion de Hongrie sur route juniors
  -  Champion de Hongrie du contre-la-montre juniors
- 2014
  -  Champion de Hongrie du contre-la-montre par équipes (avec Zoltán Lengyel et Balázs Rózsa)
  -  Champion de Hongrie sur route espoirs[3]
  -  Champion de Hongrie du contre-la-montre espoirs
- 2015
  -  Champion de Hongrie de la montagne[4]
- 2016
  -  Champion de Hongrie sur route
  -  Champion de Hongrie du contre-la-montre
- 2017
  -  Champion de Hongrie du contre-la-montre
  - Grand Prix Südkärnten
- 2018
  - 3e du championnat de Hongrie du contre-la-montre
- 2019
  - Visegrad 4 Special Series
  - 2e étape du Tour de Serbie
  - Grand Prix de Gemenc II
  - 2e du championnat de Hongrie du contre-la-montre
- 2021
  - Prologue du Tour de Roumanie
  - 3e du championnat de Hongrie du contre-la-montre
- 2024
  - 3e du championnat de Hongrie du contre-la-montre
- 2025
  -  Champion de Hongrie du contre-la-montre
  - 2e du Visegrad 4 Kerekparverseny

### Classements mondiaux
| Année                                 | 2014  | 2015 | 2016  | 2017  | 2018  | 2019 | 2020 | 2021  | 2022 | 2023 | 2024  |
| ------------------------------------- | ----- | ---- | ----- | ----- | ----- | ---- | ---- | ----- | ---- | ---- | ----- |
| Classement mondial                    |       |      | 1080e | 1190e | 1752e | 500e | 621e | 1042e | nc   | nc   | 1698e |
| UCI Europe Tour                       | 1053e | nc   | 732e  | 770e  | 1154e | 383e | 506e | 774e  | nc   | nc   | nc    |
|                                       |       |      |       |       |       |      |      |       |      |      |       |
| Légende : nc = non classéSource : UCI |       |      |       |       |       |      |      |       |      |      |       |

## Palmarès en cyclo-cross
- 2012-2013
  -  Champion de Hongrie de cyclo-cross juniors
- 2013-2014
  - 3e du championnat de Hongrie de cyclo-cross espoirs
- 2016-2017
  - 2e du championnat de Hongrie de cyclo-cross